# Tap corona

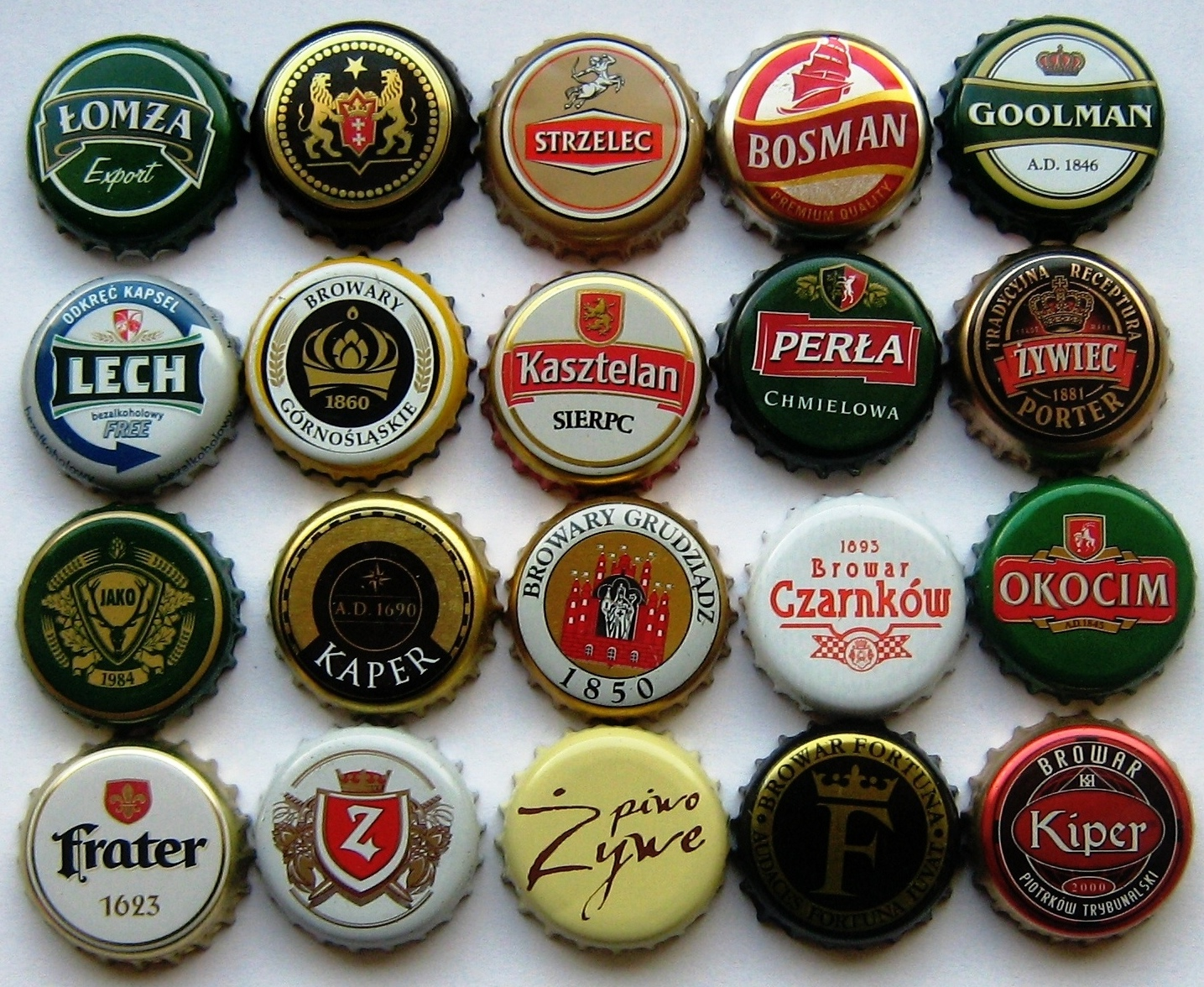
Taps corona

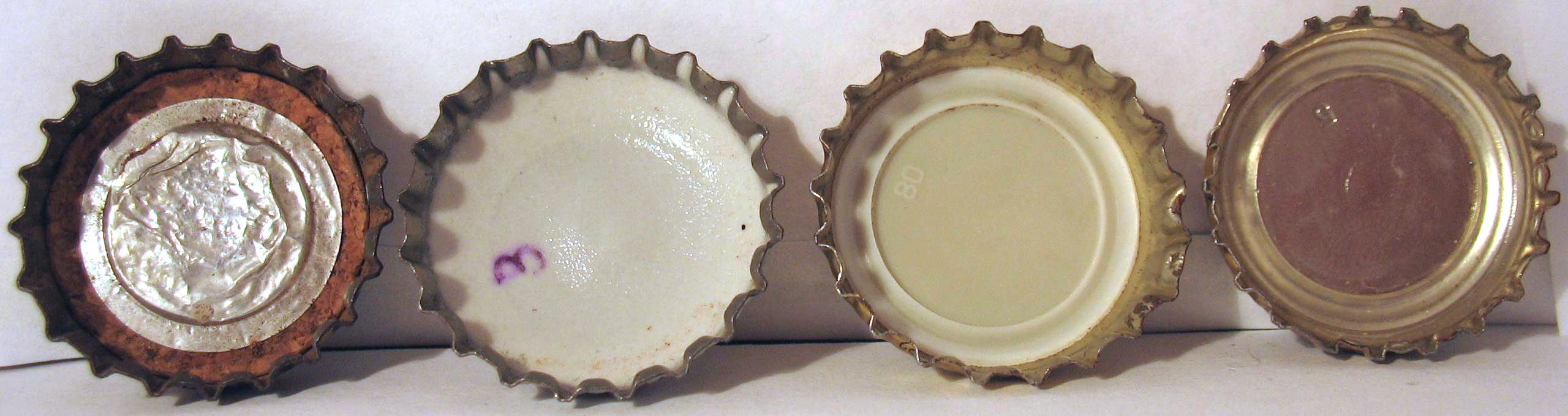
Taps corona per dins.

El tap corona o penyic és una càpsula o xapa metàl·lica que s'adapta a l'obertura de l'ampolla de vidre permetent un tapament hermètic. No pot ser reutilitzat i per obrir el consumidor ha d'utilitzar un obreampolles, encara que alguns tipus més moderns es poden girar amb la mà per obrir (twist-off corona). Va ser inventat per l'estatunidenc William Painter l'any 1892.
A diferència del tap convencional, no s'insereix dins de l'ampolla, sinó que mitjançant màquines especials s'ajusten exteriorment a la boca de l'envàs.
Hi ha fàbriques repartides per tot el món on s'elaboren aquests taps i els proveïdors són les embotelladores dels productes: aigües minerals, cerveseres i plantes de begudes refrescants de tota mena. El lliurament dels taps a les embotelladores es fa amb els diversos logotips indicant la marca i fent un disseny on té un paper important la publicitat, per contra alguns taps no indiquen marca ni cap disseny, molt utilitzat en marques blanques i són anomenats taps genèrics.
El tap corona o xapa té interiorment un plàstic o goma per a un ajust entre la boca de l'ampolla i la xapa per tal d'assegurar l'estanquitat del producte en si, antigament aquest material era suro. Per fer els discs el suro es tallava en làmines de 3 mm de gruix que després es trepanaven amb màquines de barrina. Més tard s'introduí la metralladora de discos, que en podia arribar a fer 150.000 cada hora. Aquesta fou una producció que nasqué mecanitzada però que necessitava la participació de gran quantitat de mà d'obra en la fase de la tria.

## Col·leccionisme
El tap corona és un objecte de col·leccionisme a nivell mundial, on els col·leccionistes compren, venen i intercanvien aquestes peces arribant a tenir algunes valors espectaculars de forma molt similar al col·leccionisme numismàtic i filatèlic.